# Braunschweiger Turn- und Sportverein Eintracht von 1895 2013-2014

## Stagione
L'Eintracht Braunschweig è stato promosso la scorsa stagione in Bundesliga dopo 28 anni.
Al termine della stagione arriva ultimo e torna in 2. Fußball-Bundesliga, dopo solo un anno di permanenza nella massima serie.

## Maglie e sponsor
Lo sponsor tecnico per la stagione 2013-2014 è Nike con sponsor ufficiale il logo della SEAT.
La prima divisa è gialla con le maniche azzurre, pantaloncini azzurri e calzettoni gialli. La seconda divisa è blu con una striscia verticale gialla a sinistra e una striscia gialla sulla manica sinistra, pantaloncini blu e calzettoni blu
| Casa | Trasferta | Terza | 1ª div. portieri | 2ª div. portieri |

## Organigramma societario
Area direttiva
- Presidente: Sebastian Ebel

Area organizzativa
- Team manager: Holm Stelzer

Area tecnica
- Direttore sportivo: Marc Arnold
- Allenatore: Torsten Lieberknecht
- Allenatore in seconda: Darius Scholtysik
- Preparatore atletico: Jürgen Rische
- Preparatore dei portieri: Alexander Kunze
- Magazziniere/autista: Christian Skolik

Area sanitaria
- Responsabile sanitario: Dr. Frank Maier
- Fisioterapisti: Caroline Schweibs, Goce Janevski, Thorsten Taenzer

## Rosa
Rosa aggiornata al 29 marzo 2014.
| N. |                                 | Ruolo | Calciatore        |
| -- | ------------------------------- | ----- | ----------------- |
| 1  | Germania (bandiera)             | P     | Marjan Petković   |
| 3  | Germania (bandiera)             | D     | Ermin Bičakčić    |
| 4  | Germania (bandiera)             | D     | Matthias Henn     |
| 5  | Germania (bandiera)             | D     | Benjamin Kessel   |
| 6  | Bosnia ed Erzegovina (bandiera) | C     | Damir Vrančić     |
| 7  | Norvegia (bandiera)             | A     | Håvard Nielsen    |
| 8  | Germania (bandiera)             | D     | Deniz Doğan       |
| 9  | Svizzera (bandiera)             | A     | Orhan Ademi       |
| 10 | Germania (bandiera)             | C     | Mirko Boland      |
| 11 | Germania (bandiera)             | C     | Jan Hochscheidt   |
| 12 | RD del Congo (bandiera)         | A     | Dominick Kumbela  |
| 14 | Norvegia (bandiera)             | C     | Omar Elabdellaoui |
| 15 | Germania (bandiera)             | C     | Norman Theuerkauf |
| 17 | Germania (bandiera)             | C     | Kevin Kratz       |

| N. |                       | Ruolo | Calciatore                |
| -- | --------------------- | ----- | ------------------------- |
| 19 | Germania (bandiera)   | D     | Ken Reichel               |
| 20 | Germania (bandiera)   | A     | Torsten Oehrl             |
| 21 | Germania (bandiera)   | D     | Jan Washausen             |
| 22 | Svizzera (bandiera)   | C     | Salim Khelifi             |
| 23 | Germania (bandiera)   | C     | Jonas Erwig-Drüppel       |
| 24 | Germania (bandiera)   | C     | Timo Perthel              |
| 25 | Portogallo (bandiera) | D     | Marcel Correia            |
| 26 | Germania (bandiera)   | P     | Daniel Davari             |
| 27 | Germania (bandiera)   | A     | Gianluca Korte            |
| 31 | Germania (bandiera)   | C     | Marc Pfitzner             |
| 32 | Germania (bandiera)   | A     | Dennis Kruppke (capitano) |
| 33 | Germania (bandiera)   | C     | Marco Caligiuri           |
| 35 | Germania (bandiera)   | P     | Benjamin Later            |
| 38 | Germania (bandiera)   | A     | Karim Bellarabi           |

## Calcio mercato

### Sessione estiva
| Acquisti | Acquisti          | Acquisti          | Acquisti      |
| R.       | Nome              | da                | Modalità      |
| -------- | ----------------- | ----------------- | ------------- |
| C        | Marco Caligiuri   | Magonza           | definitivo    |
| C        | Omar Elabdellaoui | Manchester City   | definitivo    |
| C        | Jan Hochscheidt   | Erzgebirge Aue    | definitivo    |
| C        | Jan Washausen     | Kickers Offenbach | fine prestito |
| A        | Torsten Oehrl     | Augusta           | definitivo    |
| C        | Timo Perthel      | Duisburg          | definitivo    |
| A        | Simeon Jackson    | Norwich City      | definitivo    |
| A        | Karim Bellarabi   | Bayer Leverkusen  | prestito      |

| Cessioni | Cessioni           | Cessioni        | Cessioni      |
| R.       | Nome               | a               | Modalità      |
| -------- | ------------------ | --------------- | ------------- |
| C        | Steffen Bohl       |                 | svincolato    |
| A        | Randy Edwini-Bonsu |                 | svincolato    |
| C        | Omar Elabdellaoui  | Manchester City | fine prestito |
| C        | Oliver Petersch    |                 | svincolato    |
| D        | Emre Turan         |                 | svincolato    |
| A        | Zhang Chengdong    | Mafra           | fine prestito |
| C        | Raffael Korte      | Saarbrücken     | prestito      |
| A        | Pierre Merkel      | Hallescher      | definitivo    |
| C        | Björn Kluft        | Sandhausen      | prestito      |

### Sessione invernale
| Acquisti | Acquisti       | Acquisti   | Acquisti   |
| R.       | Nome           | da         | Modalità   |
| -------- | -------------- | ---------- | ---------- |
| A        | Håvard Nielsen | Salisburgo | prestito   |
| C        | Salim Khelifi  | Losanna    | definitivo |

| Cessioni | Cessioni       | Cessioni | Cessioni   |
| R.       | Nome           | a        | Modalità   |
| -------- | -------------- | -------- | ---------- |
| A        | Simeon Jackson | Millwall | definitivo |

## Risultati

### Bundesliga

#### Girone di andata
| Arbitro: | Aytekin |

|  |           |               |
|  | Marcatori | 82’ Junuzović |

| Arbitro: | Sippel |

|                             |           |           |
| Hofmann 75’ Reus 86’ (rig.) | Marcatori | 89’ Kratz |

| Arbitro: | Stark |

|  |           |                      |
|  | Marcatori | 52’ Meier 62’ Aigner |

| Arbitro: | Kircher |

|                                               |           |  |
| van der Vaart 7’ Zoua 17’ Çalhanoğlu 80’, 90’ | Marcatori |  |

| Arbitro: | Fritz |

|                  |           |             |
| Elabdellaoui 70’ | Marcatori | 28’ Hloušek |

| Arbitro: | Gagelmann |

|                                             |           |            |
| Wendt 22’ Raffael 31’, 75’ Kruse 72’ (rig.) | Marcatori | 58’ Boland |

| Arbitro: | Brych |

|  |           |                                              |
|  | Marcatori | 40’ Ibišević 50’ Maxim 76’ Traoré 86’ Harnik |

| Arbitro: | Winkmann |

|  |           |                           |
|  | Marcatori | 31’ Bellarabi 86’ Kumbela |

| Arbitro: | Hartmann |

|                         |           |                                       |
| Ademi 20’ Bellarabi 59’ | Marcatori | 29’ Meyer 65’ Goretzka 90’ Neustädter |

| Arbitro: | Siebert |

|                 |           |  |
| Okazaki 8’, 68’ | Marcatori |  |

| Arbitro: | Sippel |

|             |           |  |
| Kumbela 81’ | Marcatori |  |

| Hannover 8 novembre 2013, ore 20:30 CET 12ª giornata | Hannover 96 | 0 – 0 referto | Eintracht Braunschweig | HDI-Arena (47 200 spett.)\| Arbitro: \| Kircher \| |
| Arbitro:                                             | Kircher     |               |                        |                                                    |

| Arbitro: | Stark |

|  |           |               |
|  | Marcatori | 52’ Fernandes |

| Arbitro: | Stieler |

|                |           |  |
| Robben 2’, 30’ | Marcatori |  |

| Arbitro: | Kinhöfer |

|  |           |                       |
|  | Marcatori | 20’ Ramos 80’ Ciğerci |

| Arbitro: | Kircher |

|                                                |           |           |
| Verhaegh 23’ (rig.) Hahn 30’, 33’ Altıntop 76’ | Marcatori | 48’ Oehrl |

| Arbitro: | Winkmann |

|                  |           |  |
| Oehrl 29’ (rig.) | Marcatori |  |

#### Girone di ritorno
| Brema 26 gennaio 2014, ore 15:30 CET 18ª giornata | Werder Brema | 0 – 0 referto | Eintracht Braunschweig | Weserstadion (41 040 spett.)\| Arbitro: \| Brych \| |
| Arbitro:                                          | Brych        |               |                        |                                                     |

| Arbitro: | Fritz |

|            |           |                     |
| Kessel 54’ | Marcatori | 31’, 65’ Aubameyang |

| Arbitro: | Schmidt |

|                              |           |  |
| Flum 7’ Meier 43’ Aigner 44’ | Marcatori |  |

| Arbitro: | Kircher |

|                                       |           |                          |
| Kumbela 51’, 61’, 85’ Hochscheidt 90’ | Marcatori | 23’ Lasogga 76’ Iličević |

| Arbitro: | Siebert |

|                          |           |             |
| Kiyotake 46’ Pekhart 47’ | Marcatori | 34’ Kumbela |

| Arbitro: | Perl |

|                   |           |             |
| Stegen 52’ (aut.) | Marcatori | 24’ Raffael |

| Arbitro: | Dingert |

|                      |           |                              |
| Maxim 30’ Harnik 35’ | Marcatori | 24’ Hochscheidt 82’ Bičakčić |

| Arbitro: | Brych |

|               |           |             |
| Bellarabi 48’ | Marcatori | 36’ Gustavo |

| Arbitro: | Stark |

|                                       |           |            |
| Goretzka 17’ Huntelaar 65’ Szalai 90’ | Marcatori | 82’ Kessel |

| Arbitro: | Hartmann |

|                              |           |            |
| Kumbela 18’, 77’ Nielsen 45’ | Marcatori | 20’ Müller |

| Arbitro: | Winkmann |

|                     |           |             |
| Kießling 53’ (rig.) | Marcatori | 47’ Reichel |

| Arbitro: | Gagelmann |

|                                         |           |  |
| Kumbela 14’ Nielsen 21’ Hochscheidt 89’ | Marcatori |  |

| Arbitro: | Welz |

|                                |           |  |
| Vrančić 8’ (aut.) Schuster 48’ | Marcatori |  |

| Arbitro: | Siebert |

|  |           |                           |
|  | Marcatori | 75’ Pizarro 86’ Mandžukić |

| Arbitro: | Kinhöfer |

|                        |           |  |
| Brooks 61’ Allagui 77’ | Marcatori |  |

| Arbitro: | Dingert |

|  |           |               |
|  | Marcatori | 90’ Bobadilla |

| Arbitro: | Sippel |

|                                  |           |                 |
| Rudy 15’ Firmino 64’ Volland 70’ | Marcatori | 88’ Hochscheidt |

### Coppa di Germania
| Arbitro: | Brych |

|                            |           |             |
| Hille 36’ Jerat 71’ (rig.) | Marcatori | 66’ Perthel |

## Statistiche

### Statistiche di squadra
| Competizione      | Punti | In casa | In casa | In casa | In casa | In casa | In casa | In trasferta | In trasferta | In trasferta | In trasferta | In trasferta | In trasferta | Totale | Totale | Totale | Totale | Totale | Totale | DR  |
| Competizione      | Punti | G       | V       | N       | P       | Gf      | Gs      | G            | V            | N            | P            | Gf           | Gs           | G      | V      | N      | P      | Gf     | Gs     | DR  |
| ----------------- | ----- | ------- | ------- | ------- | ------- | ------- | ------- | ------------ | ------------ | ------------ | ------------ | ------------ | ------------ | ------ | ------ | ------ | ------ | ------ | ------ | --- |
| Bundesliga        | 25    | 17      | 5       | 3       | 9       | 18      | 24      | 17           | 1            | 4            | 12           | 11           | 36           | 34     | 6      | 7      | 21     | 29     | 60     | -31 |
| Coppa di Germania | -     | 0       | 0       | 0       | 0       | 0       | 0       | 1            | 0            | 0            | 1            | 1            | 2            | 1      | 0      | 0      | 1      | 1      | 2      | -1  |
| Totale            | -     | 17      | 5       | 3       | 9       | 18      | 24      | 18           | 1            | 4            | 13           | 12           | 38           | 35     | 6      | 7      | 22     | 30     | 62     | -32 |

### Andamento in campionato
| Giornata  | 1  | 2  | 3  | 4  | 5  | 6  | 7  | 8  | 9  | 10 | 11 | 12 | 13 | 14 | 15 | 16 | 17 | 18 | 19 | 20 | 21 | 22 | 23 | 24 | 25 | 26 | 27 | 28 | 29 | 30 | 31 | 32 | 33 | 34 |
| --------- | -- | -- | -- | -- | -- | -- | -- | -- | -- | -- | -- | -- | -- | -- | -- | -- | -- | -- | -- | -- | -- | -- | -- | -- | -- | -- | -- | -- | -- | -- | -- | -- | -- | -- |
| Luogo     | C  | T  | C  | T  | C  | T  | C  | T  | C  | T  | C  | T  | C  | T  | C  | T  | C  | T  | C  | T  | C  | T  | C  | T  | C  | T  | C  | T  | C  | T  | C  | T  | C  | T  |
| Risultato | P  | P  | P  | P  | N  | P  | P  | V  | P  | P  | V  | N  | P  | P  | P  | P  | V  | N  | P  | P  | V  | P  | N  | N  | N  | P  | V  | N  | V  | P  | P  | P  | P  | P  |
| Posizione | 13 | 15 | 18 | 18 | 18 | 18 | 18 | 18 | 18 | 18 | 18 | 17 | 18 | 18 | 18 | 18 | 18 | 18 | 18 | 18 | 18 | 18 | 18 | 18 | 18 | 18 | 18 | 18 | 18 | 18 | 18 | 18 | 18 | 18 |

Legenda:

Luogo: C = Casa; T = Trasferta. Risultato: V = Vittoria; N = Pareggio; P = Sconfitta.

### Statistiche dei giocatori
| Giocatore        | Bundesliga | Bundesliga | Bundesliga  | Bundesliga | Coppa di Germania | Coppa di Germania | Coppa di Germania | Coppa di Germania | Totale   | Totale | Totale      | Totale     |
| Giocatore        | Presenze   | Reti       | Ammonizioni | Espulsioni | Presenze          | Reti              | Ammonizioni       | Espulsioni        | Presenze | Reti   | Ammonizioni | Espulsioni |
| ---------------- | ---------- | ---------- | ----------- | ---------- | ----------------- | ----------------- | ----------------- | ----------------- | -------- | ------ | ----------- | ---------- |
| D. Davari        | 29         | 0          | 0           | 0          | -                 | -                 | -                 | -                 | 29       | 0      | 0           | 0          |
| B. Later         | -          | -          | -           | -          | -                 | -                 | -                 | -                 | -        | -      | -           | -          |
| M. Petković      | 5          | 0          | 0           | 0          | 1                 | 0                 | 0                 | 0                 | 6        | 0      | 0           | 0          |
| M. Baghdadi      | -          | -          | -           | -          | -                 | -                 | -                 | -                 | -        | -      | -           | -          |
| E. Bičakčić      | 31         | 1          | 5           | 0          | 1                 | 0                 | 0                 | 0                 | 32       | 1      | 5           | 0          |
| M. Correia       | 19         | 0          | 1           | 0          | -                 | -                 | -                 | -                 | 19       | 0      | 1           | 0          |
| D. Doğan         | 23         | 0          | 1           | 0          | 1                 | 0                 | 0                 | 1                 | 24       | 0      | 1           | 1          |
| O. Elabdellaoui  | 29         | 1          | 1           | 0          | 1                 | 0                 | 0                 | 0                 | 30       | 1      | 1           | 0          |
| M. Henn          | 2          | 0          | 1           | 0          | -                 | -                 | -                 | -                 | 2        | 0      | 1           | 0          |
| B. Kessel        | 20         | 2          | 4           | 0          | 1                 | 0                 | 0                 | 0                 | 21       | 2      | 4           | 0          |
| K. Reichel       | 27         | 1          | 4           | 0          | 1                 | 0                 | 0                 | 0                 | 28       | 1      | 4           | 0          |
| J. Washausen     | 2          | 0          | 0           | 0          | -                 | -                 | -                 | -                 | 2        | 0      | 0           | 0          |
| K. Bellarabi     | 26         | 3          | 7           | 0          | -                 | -                 | -                 | -                 | 26       | 3      | 7           | 0          |
| M. Boland        | 33         | 1          | 7           | 0          | -                 | -                 | -                 | -                 | 33       | 1      | 7           | 0          |
| M. Caligiuri     | 12         | 0          | 0           | 0          | 1                 | 0                 | 0                 | 0                 | 13       | 0      | 0           | 0          |
| J. Erwig-Drüppel | -          | -          | -           | -          | -                 | -                 | -                 | -                 | -        | -      | -           | -          |
| J. Hochscheidt   | 20         | 4          | 4           | 0          | 1                 | 0                 | 0                 | 0                 | 21       | 4      | 4           | 0          |
| S. Khelifi       | 1          | 0          | 0           | 0          | -                 | -                 | -                 | -                 | 1        | 0      | 0           | 0          |
| K. Kratz         | 14         | 1          | 4           | 0          | 1                 | 0                 | 0                 | 0                 | 15       | 1      | 4           | 0          |
| T. Perthel       | 11         | 0          | 0           | 2          | 1                 | 1                 | 0                 | 0                 | 12       | 1      | 0           | 2          |
| M. Pfitzner      | 15         | 0          | 4           | 0          | -                 | -                 | -                 | -                 | 15       | 0      | 4           | 0          |
| N. Theuerkauf    | 29         | 0          | 10          | 0          | -                 | -                 | -                 | -                 | 29       | 0      | 10          | 0          |
| D. Vrančić       | 14         | 0          | 0           | 0          | -                 | -                 | -                 | -                 | 14       | 0      | 0           | 0          |
| O. Ademi         | 25         | 1          | 1           | 0          | 1                 | 0                 | 0                 | 0                 | 26       | 1      | 1           | 0          |
| G. Korte         | 2          | 0          | 0           | 0          | -                 | -                 | -                 | -                 | 2        | 0      | 0           | 0          |
| D. Kruppke       | 15         | 0          | 1           | 0          | 1                 | 0                 | 0                 | 0                 | 16       | 0      | 1           | 0          |
| D. Kumbela       | 30         | 9          | 4           | 0          | -                 | -                 | -                 | -                 | 30       | 9      | 4           | 0          |
| H. Nielsen       | 16         | 2          | 0           | 0          | -                 | -                 | -                 | -                 | 16       | 2      | 0           | 0          |
| T. Oehrl         | 11         | 2          | 2           | 0          | 1                 | 0                 | 0                 | 0                 | 12       | 2      | 2           | 0          |
| S. Jackson       | 9          | 0          | 1           | 0          | 1                 | 0                 | 0                 | 0                 | 10       | 0      | 1           | 0          |